# Баик Айдар
Баи́к Айда́р (наст. имя — Баик Аблаев, по другим данным — Баймухамет Байназаров; баш. Байыҡ Айҙар; 1 декабря 1710 — 1 октября 1814) — известный башкирский поэт-импровизатор, сэсэн, певец и кураист, борец за справедливость и свободу башкирского народа.

## История
Родился в деревне Мунай (по другим данным — Махмутово) Мурзаларской волости Сибирской дороги (ныне в Салаватском районе Башкортостана). В тех же местах, где сделал первые шаги по земле Салават Юлаев, которого он хорошо знал.
Сын тархана Байназара Айдар Баик принимал участие в башкирских восстаниях 1735-1740-х годов и 1755-1756-х годов. Преследуемый царскими властями, он скрывался в казахских степях, но к началу Крестьянской войны вернулся на родину. Разъезжая по аулам, он выступал со своими песнями, в которых зажигательным поэтическим словом призывал земляков примкнуть к повстанцам, к их предводителям Емельяну Пугачеву и Салавату Юлаеву.
Во время Отечественной войны 1812 года своими песнями и стихами он напутствовал полки башкирских батыров, отправлявшихся на поля сражений с армией Наполеона. А когда те вернулись после окончания войны, встретил победителей песней, прославляющей их подвиг. Впоследствии это песня стала называться «Байык».
Похоронен около деревни Идельбаево 1‑е Салаватского района Республики Башкортостан.

## Творчество
Из дошедшего до нашего времени его поэтического наследия наиболее известны «Айтыш (состязание) Баик-сэсэна с казахским акыном Бухаром» («Байыҡ сәсәндең ҡаҙаҡ аkыны Бохар менән әйтеше»), «Обращение Баик-сэсэна к батыру Салавату» («Байыҡ сәсәндең Салауат батырға әйткәне»), поэтическое обращение «К башкирским воинам-защитникам» («Ил hаҡлаусы башҡорт яугирҙәренә»), а также народные песни «Юрюзань» («Йүрүҙәнкәй»), «Уҡтар аттым», «Песня Баик-сэсэна» («Байыҡ-сәсән йыры»).
Баик Айдар является автором популярного танца «Байык». Это старинный башкирский танец, первоначально исполнявшийся во время эпических представлений. Ныне существует несколько вариантов танца, но обязательно исполняют его пожилые башкиры (а если молодые — то подражают старикам, имитируют их).

## Память
- Школа с. Аркаулово носит имя Баика Айдара.
- В 2007 году в д. Махмутово была открыта стела в честь Баика Айдара[4].
- В 2010 году в Салаватском районе Башкортостана прошёл фольклорный праздник «Баик йыйыны», посвящённый 300-летию со дня рождения сэсэна.